# Brephos nigrobasalis
Brephos nigrobasalis là một loài bướm đêm trong họ Noctuidae.